# Gary Lewis
Pour les articles homonymes, voir Gary Lewis (homonymie) et Lewis.
Gary Lewis est un acteur britannique né le 30 novembre 1958 à Glasgow en Écosse. Il est principalement connu pour son rôle de Jackie Elliot dans le film de Stephen Daldry, Billy Elliot (2000) ou celui d’un pasteur écossais dans Joyeux Noël (2005).

## Filmographie

### Cinéma
- 1994 : Petits meurtres entre amis (Shallow Grave) de Danny Boyle : visiteur
- 1995 : Good Day for the Bad Guys : Jockie
- 1995 : Ruffian Hearts
- 1995 : Fridge : Rudy
- 1996 : Carla's Song de Ken Loach : Sammy
- 1997 : Orphans de Peter Mullan : Thomas
- 1997 : California Sunshine : Taylor
- 1998 : Sonny's Pride : Alec
- 1998 : The Good Son : Gabriel Doyle
- 1998 : My Name Is Joe de Ken Loach : Shanks
- 1998 : Postmortem : Wallace
- 1999 : Marcie's Dowry
- 1999 : Fish and Chips (East Is East) de Damien O'Donnell : Mark
- 1999 : Le Match du siècle (The Match) de Mick Davis : Dead Eye
- 1999 : Gregory's Two Girls de Bill Forsyth : M. McCance
- 2000 : Rob of the Rovers : Rob Meadows
- 2000 : Caesar : McGurke
- 2000 : Long Haul
- 2000 : What Where : Bom/Bim/Bem
- 2000 : Clean
- 2000 : The Elevator : homme d'affaires
- 2000 : Billy Elliot de Stephen Daldry : Jackie Elliot
- 2000 : One Life Stand : Jackie Clarke
- 2000 : Coup pour coup (Shiner) de John Irvin : Vic
- 2001 : Reconnu coupable (The Escapist) de Gillies MacKinnon : Ron
- 2002 : The Fall of Shug McCracken : Crawford
- 2002 : Pure de Gillies MacKinnon : Détective Inspecteur French
- 2002 : Gangs of New York de Martin Scorsese : McGloin
- 2003 : Skagerrak : Willy
- 2003 : Solid Air : John Doran
- 2003 : Boudica ou Warrior Queen : Magior le chamane
- 2004 : Just a Kiss (Fond Kiss..., Ae) de Ken Loach : Danny
- 2004 : Niceland (Population. 1.000.002) de Friðrik Þór Friðriksson : Max
- 2004 : Yasmin : Détective
- 2004 : Yes de Sally Potter : Billy
- 2005 : Mein Bruder ist ein Hund : l'antiquaire
- 2005 : Joyeux Noël de Christian Carion : Palmer
- 2005 : Goal! : Naissance d'un prodige (Goal!) de Danny Cannon : Mal Braithwaite
- 2006 : The Rocket Post : Jimmy Roach
- 2006 : Cargo de Clive Gordon : Herman
- 2006 : True North de Steve Hudson : skipper
- 2006 : Eragon de Stefen Fangmeier : Hrothgar
- 2008 : Dorothy d'Agnès Merlet : Le pasteur Ross
- 2009 : Goal! 3: Taking on the World (Goal! III) d'Andy Morahan : Mal Braithwaite
- 2010 : Spitfire : Mac
- 2010 : Le Guerrier silencieux (Valhalla Rising) de Nicolas Winding Refn : Kare
- 2013 : Ordure ! de Jon S. Baird : Gus Bain
- 2013 : We Love Happy Endings ! (Not Another Happy Ending) de John McKay : Benny Lockhart
- 2018 : Keepers (The Vanishing) de Kristoffer Nyholm : Kenny
- 2021 : My Son de Christian Carion : Inspecteur Roy
- 2023 : The Marvels de Nia DaCosta : l'empereur Dro'ge

### Téléfilms
- 1996 : Flowers of the Forest : George
- 1997 : The Princess Stallion : Rab
- 1999 : Coming Soon : Union rep
- 2002 : Le Long Combat de Jane Doe (The Many Trials of One Jane Doe) : Jeremy Sharp
- 2003 : Rehab : Tommy
- 2004 : Gunpowder, Treason and Plot : John Knoxthwaite
- 2005 : Supervolcano de Tony Mitchell : Jock Galvin

### Séries télévisées
- 1995 : Doctor Finlay, épisode No Time for Heroes : Philip Calder
- 1996 : Hamish Macbeth, épisode Isobel Pulls It Off : agent immobilier
- 1996 : Cardiac Arrest, épisode The Oedipus Effect : Mike Lucas
- 1999 : Hope & Glory, saison 1, épisode 5 : Malcolm Bird
- 1999 : Life Support, épisode Trust : Greg Malloy
- 2006 : Rebus, épisode Strip Jack : Gregor Jack
- 2006 : Suspect numéro 1 : L'Acte final (Prime Suspect: The Final Act) : Tony Sturdy
- 2011 : Les Enquêtes de Vera, épisode Morts sur la lande : Robert Winter
- 2011–2012 : Merlin : Alator de Catha (saisons 4 et 5)
- 2014-2016 : Outlander : Colum MacKenzie
- 2015 : Meurtres au paradis : Travail d'équipe  (saison 4 épisode 7)  : Bill Williams
- 2018-2020 : Rig 45 : Douglas
- 2019 : His Dark Materials : À la croisée des mondes : Thorold
- 2021 : Vigil : commissaire Robertson
- 2021 : It's a Sin : Duncan Fitch, père de Gregory

## Distinctions

### Récompenses
- Festival international du film de Gijón 1998 : meilleur acteur pour Orphans
- Festival du film de Flaiano 2001 : meilleur acteur pour Billy Elliot

### Nominations
- BAFTA Awards 2001 : meilleur acteur dans un second rôle pour Billy Elliot
- London Critics Circle Film Awards 2001 : acteur britannique de l'année pour Billy Elliot
- Screen Actors Guild Awards 2001 : meilleure distribution pour Billy Elliot